# Quintiniaceae
Famille
Classification APG III (2009)
La famille des Quintiniacées est une famille de plantes dicotylédones qui comprend 25 espèces du genre Quintinia (en).

## Description
Ce sont des arbres ou des arbustes, à feuilles serrées, couvert d'écailles, avec des inflorescences terminales, des régions subtropicales, originaires des Philippines, de Nouvelle-Guinée, de Nouvelle-Zélande de Nouvelle-Calédonie et d'Australie.

## Étymologie
Le nom vient du genre Quintinia, nommé en hommage à l'horticulteur français Jean-Baptiste de La Quintinie.

## Classification
La classification phylogénétique APG II (2003) situe ces plantes dans la famille Sphenostemonaceae.
En classification phylogénétique APG III (2009) cette famille est invalide ; ce genre est incorporé dans la famille Paracryphiaceae (APGIII ne reconnait plus Sphenostemonaceae).
L'Angiosperm Phylogeny Website accepta un temps cette famille, la situant à la base de eurosids II, mais en 2017, dans la version 14 de sa classification, le site situait les genres Quintinia (en), Sphenostemon (en) et Paracryphia dans les Paracryphiaceae ignorant totalement la famille des Quintiniaceae.